# Karaman
Karaman (în latină Laranda) este un oraș din Turcia.